# Волга (телерадиокомпания)
Государственная телевизионная и радиовещательная компания «Волга» — филиал ФГУП «Всероссийская государственная телевизионная и радиовещательная компания» в Ульяновской области.

## История компании
В марте 1943 года создан Ульяновский областной комитет радиофикации и радиовещания с подчинением Всесоюзному комитету по радиофикации и радиовещанию при Совете народных комиссаров СССР (с марта 1946 года при Совете министров СССР).
На основании постановления Совета министров СССР от 6 июля 1949 года № 2971—1227 и решения Ульяновского облисполкома от 30 октября 1949 года № 1386/42 комитет по радиофикации и радиовещанию был преобразован в комитет радиоинформации при Ульяновском облисполкоме с подчинением комитету радиоинформации при Совете министров СССР.
С апреля 1953 года Комитет по радиоинформации перешёл в ведение Главного Управления радиоинформации Министерства культуры СССР.
В августе 1953 года комитет радиоинформации преобразован в отдел радиоинформации при Ульяновском облисполкоме.
В соответствии с постановлением Совета министров СССР от 16 мая 1957 года № 531 «Об образовании государственного комитета радиовещания и телевидения при Совете министров СССР» решением исполкома Ульяновского областного Совета депутатов трудящихся от 6 июня 1957 года № 504/12 в августе 1957 года была образована областная редакция радиовещания и телевидения, которая находилась в ведении Государственного комитета по радиовещанию и телевидению при Совете министров СССР.
На основании указания Государственного комитета радиовещания и телевидения при Совете министров СССР от 14 ноября 1959 года № 15/56 и решения Ульяновского облисполкома от 9 ноября 1959 года № 1133/20 «Об организации студии телевидения» с 26 ноября 1959 года в городе Ульяновске начала свою работу студия телевидения и существовала самостоятельно до 28 июля 1961 года.
В соответствии с постановлением Совета министров РСФСР от 28 июля 1961 года № 959 «О структуре комитета по радиовещанию и телевидению в автономных республиках, краях и областях РСФСР» исполком областного Совета депутатов трудящихся решением от 28 сентября 1961 года № 823/22 «О структуре Комитета по радиовещанию и телевидению» реорганизовал областную редакцию по радиовещанию и телевидению в областной комитет по радиовещанию и телевидению Ульяновского облисполкома и объединил его с Ульяновской студией телевидения.
В соответствии с приказом Председателя комитета по радиовещанию и телевидению при Совете министров СССР от 5 марта 1969 года № 78 «О создании радиотелецентров в системе Комитета» создан Радиотелецентр Комитета по радиовещанию и телевидению Ульяновского облисполкома (Приказ по Ульяновскому комитету по радиовещанию и телевидению от 2 апреля 1969 года № 75).
С декабря 1970 года — Комитет по телевидению и радиовещанию Ульяновского облисполкома находится в ведении Государственного комитета Совета министров СССР по телевидению и радиовещанию.
В соответствии с приказом председателя Государственного комитета Совета министров СССР Лапина Сергея Георгиевича по телевидению и радиовещанию от 6 февраля 1974 года № 51 и решением коллегии комитета от 21 июня 1974 года, в целях дальнейшего совершенствования структуры, ликвидации дублирования процесса подготовки и улучшения качества телевизионных и радиопередач с 8 июля 1974 года были объединены одноимённые редакции телевидения и радио в единые структурные подразделения (Приказ от 25 июня 1974 года № 66-к по областному комитету по телевидению и радиовещанию Ульяновского облисполкома).
28 января 1992 года Комитет по телевидению и радиовещанию Ульяновского облисполкома и подведомственный ему Радиотелецентр были упразднены, и на их материально-технической базе была создана Государственная телевизионная и радиовещательная компания «Волга» (Приказ Мининформпечати от 28 января 1992 года № 68).
Во исполнение Указа Президента Российской Федерации от 8 мая 1998 года № 511 «О совершенствовании работы государственных электронных средств массовой информации» и Постановления Правительства Российской Федерации от 27 июля 1998 года № 844 «О формировании единого производственно-технологического комплекса государственных средств массовой информации» ГТРК «Волга» преобразована в ФГУП «Ульяновская государственная телевизионная и радиовещательная компания „Волга“» (дочернее предприятие ВГТРК) (Приказ ВГТРК от 6 августа 1998 года № 492).
В соответствии с Постановлением Правительства Российской Федерации от 26 февраля 2004 года № 111 «О всероссийской государственной телевизионной и радиовещательной компании» и, руководствуясь п. 26 Устава федерального государственного предприятия «Всероссийская государственная телевизионная и радиовещательная компания» в Ульяновске был создан филиал «Государственная телевизионная и радиовещательная компания „Волга“» федерального государственного унитарного предприятия «Всероссийская государственная телевизионная и радиовещательная компания» (Приказ ВГТРК от 15 декабря 2004 года № 468).
В соответствии с Постановлением Правительства Российской Федерации от 26 февраля 2004 года № 111 ФГУП «Ульяновская ГТРК „Волга“» (дочернее предприятие ВГТРК) прекратило свою деятельность 28 декабря 2006 года путём реорганизации в форме присоединения к ВГТРК (Приказ ВГТРК от 12 апреля 2004 года № 133).
16 октября 2017 года филиал РТРС «Ульяновский ОРТПЦ» начал тестовую трансляцию региональных программ ГТРК «Волга» в состав пакета цифровых телеканалов РТРС-1 (первый мультиплекс) в Ульяновской области.
31 июля 2018 года ГТРК «Волга» начинает своё вещание с новой студии и нового оборудования (в тестовом режиме). Зрителям становятся доступны программы ГТРК «Волга» в современном Full HD качестве. С сентября ГТРК «Волга» начинает вещание своих программ на телеканале «Россия-24». Больше актуальных интервью и новых программ производства «Волги». Региональные врезки на телеканале «Россия-24» осуществляются каждый день в 19:30.

## Время выхода
Россия 1 — по будням — 05:07, 05:35, 06:07, 06:35, 07:07, 07:35, 08:07, 08:35, 09:00, 14:30, 21:05, суббота — 08:00-08:15, 08:20-08:35, воскресенье — 08:00-08:35
Россия 24 — по будням — 21:00, воскресенье — 14:00-15:00
Радио России — по будням — 08:10, 12:30, 19:10, по субботам — 09:10

## История радио
Более семидесяти лет на территории Ульяновской области звучат позывные радио ГТРК «Волга». Первая радиопрограмма вышла в марте 1943 года — в разгар Великой Отечественной войны против фашистской Германии. В то время Ульяновск хоть и был глубоким тыловым городом, но вся жизнь его была подчинена фронтовым нуждам. Корреспонденты ульяновского радио вели репортажи из заводских цехов, госпитальных палат, с колхозных полей и ферм. И в общем народном вкладе в великую Победу была толика и скромного журналистского труда.
В наши дни радио ГТРК «Волга» остаётся одним из ведущих СМИ в Ульяновской области. Его постоянными слушателями являются более двухсот тысяч жителей — абонентов проводного вещания. Кроме того, радио доступно для всех, кто слушает его в Ульяновске и области в FM-диапазоне. Ежедневно в эфир выходит не менее 20 оперативных сюжетов, отражающих экономическую, социальную и культурную жизнь Ульяновска и области.
Труд журналистов и технических работников ульяновского радио отмечен почётными грамотами ВГТРК, правительства области. Почти все корреспонденты радио являются лауреатами всероссийских, межрегиональных и областных конкурсов СМИ.
2018 год — начало вещания в пакете цифровых каналов и радио РТРС.
С 2015 года начался перевод вещания с устаревшего диапазона 65-74 МГц на современный FM-стандарт 87,5-108 МГц, что позволило значительно расширить аудиторию, увеличить зону покрытия, а также слушать радиопрограммы в улучшенном качестве. В конце 2015 г. первым перешёл Ульяновск (89,6 МГц), за ним спустя год последовал Димитровград (107,2 МГц). В 2020 году вещание на FM-диапазон был переведено в ряде населённых пунктов — практически по всей области.

## Структура ГТРК «Волга»
- «Россия-1 Ульяновск»
- «Россия-24 Ульяновск»
- «Радио России Ульяновск»
- «Радио Маяк Ульяновск» (планируется)
- «Вести FM Ульяновск» (планируется)

## Программы

### Программы на телеканале «Россия-1»
- «Вести-Ульяновск» — ежедневная информационная программа, освещает события в Ульяновске и Ульяновской области. Выходит в эфир по будням: 05:07, 05:35, 06:07, 06:35, 07:07, 07:35, 08:07, 08:35, 09:00, 14:30, 21:05. В субботу: 08:00.
- «Местное время. Суббота» — еженедельный региональный информационный блок. Выходит в эфир по субботам в 08:00.
- «Местное время. Воскресенье» — еженедельный региональный информационный блок. Выходит в эфир по воскресеньям в 08:00.
- «Первые лица» — острые дискуссии, интересные разговоры с «первыми лицами» города в прямом эфире. Выходит в эфир по субботам в 08:20.
- «Время Авиации»

### Программы на телеканале «Россия-24»
- «Вести-Ульяновск» — ежедневная информационная программа, освещает события в Ульяновске и Ульяновской области. Выходит в эфир по будням в 21:00.
- «Местное время. Воскресенье» — еженедельная информационно-аналитическая программа, подводит итоги событиям недели в городе и области. Выходит в эфир в воскресенье в 14:30.
- «Тема дня» — ежедневная программа, обсуждение актуальных тем с главными лицами региона. Выходит по будням в после выпуска программы «Вести-Ульяновск».
- «Тема дня. Правда и справедливость» — авторская программа Эдуарда Истомина, рассказывающая о проблемах в сфере коммунальных услуг в Ульяновской Области и о их решениях.
- «Вести. Дежурная часть. Ульяновск» — информационная правовая программа, посвящённая правовым и криминальным новостям в городе Ульяновск. Выходит в эфир по пятницам в 21:00.
- «Твоё здоровье»
- «Специальный репортаж»

### Программы на радио «Радио России»
- "Будни» — ежедневная информационная радиопрограмма, освещает события в Ульяновске и Ульяновской области, также в эфире можно услышать актуальные интервью с главными лицами города. Выходит по будням в 08:10, 12:30, 19:10.